# 期日前投票制度
期日前投票制度（きじつぜんとうひょうせいど、きじつまえとうひょうせいど）とは、日本の選挙または国民投票における事前投票制度の一つ。公職選挙法48条の2において2003年（平成15年）12月1日から設けられた制度および日本国憲法の改正手続に関する法律60条において設けられた制度。
法律用語では「きじつぜん」と読まれるため、国や自治体ではこちらの読み方を採用する場合もある。マスメディアは読みやすさや伝わりやすさを優先して「きじつまえ」と読まれることが多い。

## 概要
選挙の期日（いわゆる「投票日」）に投票できない有権者が、公示日又は告示日の翌日から選挙期日の前日までの期間に、選挙人名簿に登録されている市区町村と同じ市区町村において投票することができる制度である。ただし、同様の制度がある最高裁判所裁判官国民審査においては、告示日も期日も衆議院議員総選挙と同じ日だが、期日前投票の期間は「審査期日の7日前から審査期日の前日」となっていた（最高裁判所裁判官国民審査法第26条）。これは、投票用紙に裁判官の氏名を印刷する必要があるため、投票用紙の製作・準備に時間が掛かることが理由とされていた。しかし2016年12月法改正で2017年6月施行で「審査期日の11日前から審査期日の前日」に改正された。
2003年の公職選挙法改正により、これまでの不在者投票制度のうち「選挙人名簿に登録されている市町村と同じ市町村において有権者が投票する」場合について要件を緩和する形で新しく設けられた。従来あった不在者投票制度は、その対象となる有権者の範囲を縮小して存続している。 
- 通常の選挙では自書式投票、最高裁判所裁判官国民審査では記号式投票である。期日前投票では投票用紙を裸でそのまま投票箱に直接投入する。投入した時点から、選挙期日当日の投票と同様に正式な投票として取り扱われる。
  - 不在者投票では投票用紙を封筒に封入して選挙期日に開封する点で異なる。
- 自分が選挙人名簿に登録されている市町村の選挙管理委員会の管理する投票所において投票する。正式な投票とするため、期日前投票所には期日前投票立会人を置く。投票の際に、第三者が投票を受理するかどうかについて意見を述べる機会を保障するものである。
- 正式な投票とするためには、投票所では確定した候補者全員の氏名を一覧として示す必要がある。したがって、公示日又は告示日の当日（立候補受付中）ではなく、翌日からの実施となった[3]。
- 期日前投票をしようとする者については、選挙期日ではなく「期日前投票をしようとする日」において、投票しようとする者が選挙権を有するかどうかを判定する。
  - 選挙期日までに18歳になる者であっても、事前投票をしようとする日に17歳（18歳の誕生日の2日以上前）の場合には期日前投票は不可能。また、選挙期日前に刑期満了する仮釈放中の者や公民権停止が解かれる者は事前投票をしようとする日に同満了や同解除されていない場合も期日前投票は不可能。この場合、選挙人名簿に登録されている市区町村で行う場合も、不在者投票による（他の方法による不在者投票も可能）。この場合には受付担当者が選挙権を確認するシステムに入力すると不在者投票を促す表示が出る（しかし、2017年4月に秋田県大仙市で17歳の女性に期日前投票をさせるミスが発生している[4]。）
    - 公職選挙法の解釈（判例）では、満18歳となるのは、誕生日の前日であり、その日に選挙権を得ることになる[5]。なお、選挙権年齢については、2015年（平成27年）6月17日に選挙権年齢を20歳以上から18歳以上に引き下げることを主な内容とする改正公職選挙法が成立した。
- 期日前投票後、投票日までに被選挙人（候補者）がその資格を喪失した場合や死亡した場合は、その候補者に投じられた票は無効票となる。この扱いは、不在者投票においても同様である。
- 期日前投票後、有権者が選挙期日前に選挙権を喪失した場合（死亡、地方選挙で選挙区外への転居など）でも投票は有効となる。

## 投票の手続
基本的な手続は次のとおりである。
- 選挙人は期日前投票所に出向き、投票所入場券又はその他の手段で身分証明を行う。
- 選挙期日に投票できない見込みであることを書面で宣誓する。
- その後、通常の投票と同じ要領で、投票用紙を係員から受け取って投票する。

以下、個々の点について詳しく述べる。
通常の投票との違いの一つは、「宣誓書」を提出しなければならない点である。「レジャー・観光・買い物」などの曖昧・簡潔な理由でよい。公職選挙法施行令49条の8では「選挙の当日自らが該当すると見込まれる事由を申し立て、かつ、申立てが真正であることを誓う旨の宣誓書を提出しなければならない」と定められている。
通常の投票と同じく、投票所入場券が既に郵送されている場合はそれを持参することによって、入場券がまだ届いていない又は持参できなかった場合はその他の方法で、選挙人の本人確認が行われる。印鑑などは必要とされない。身分証明の方法については選挙事務を処理する現場の各市町村選挙管理委員会によって判断が分かれており、運転免許証などの身分証明書の提示を求められる場合も少数ながら存在する。
投票を行うことができるのは、平日・土曜日・日曜日・祝日・休日のどの日であっても、原則として期間中の毎日8時30分から20時までであるが、地方自治体や施設により異なる場合がある。投票所入場券送付時に同封された用紙で確認、選挙管理委員会に問い合わせをするのが望ましい。特に最近では市町村合併の影響で、同一市町村であっても衆議院議員選挙区が違う場合などがある。

## 投票所
近年は利便性向上のため、駅、大学、スーパーマーケット、百貨店などに設置する自治体もある。選挙権年齢が18歳以上に引き下げられてからは、高等学校に設置する自治体もある。また、高齢化や過疎化が進む自治体では、選管職員がワゴン車や低床バスに記載台、投票用紙、投票箱などを載せて巡回する「移動期日前投票所」が導入されている。投票区の一部が離島となっている場合に、島内での投票機会を確保するため期日前投票を行う例も存在する。

## 導入の経緯
選挙期日に次の各号に掲げる事由のいずれかに該当すると見込まれていて、期日前投票日に選挙権がある有権者は、期日前投票をすることができる。
（公職選挙法48条の2の第1項第1号から第6号を引用して、以下に示す）
- 一　職務若しくは業務又は総務省令で定める用務[13]に従事すること。
- 二　用務（前号の総務省令で定めるものを除く。）又は事故のためその属する投票区の区域外に旅行又は滞在をすること。
- 三　疾病、負傷、妊娠、老衰若しくは身体の障害のため若しくは産褥にあるため歩行が困難であること又は刑事施設、労役場、監置場、少年院、少年鑑別所若しくは婦人補導院に収容されていること。
- 四　交通至難の島その他の地で総務省令で定める地域に居住していること又は当該地域に滞在をすること。
- 五　その属する投票区のある市町村の区域外の住所に居住していること。
- 六　天災または悪天候により投票所へ到達することが困難であること。（平成29年6月1日より施行）

1998年（平成10年）の公職選挙法改正以前の不在者投票制度においては、「見込み」ではなく「確実に選挙期日の投票が困難」であることが必要条件であった。さらに上記のうち第1号については投票区の区域外に行くこと、第2号については市町村の区域外に行くことも条件であった。このように要件は極めて限定的であり、実際の運用でも不在者投票の窓口で行き先や理由をしつこく尋ねられたりする場合が多く、有権者にはプライバシーの侵害だと感じられることもあった。また不在者投票の管理運営がずさんであったとして、選挙そのものが無効になったものもあった。
1998年（平成10年）の公職選挙法改正では、不在者投票制度の利用に必要な条件が現在と同じ程度に緩和された。これにより、不在者投票の利用者は大幅に増えた。しかし不在者投票制度の実務面では投票・開票に関わる事務手続について、手間を要することに変わりはなかった。また、選挙管理委員会が不在者投票について、開票するのを忘れたまま選挙結果を確定させてしまうなど、不在者投票にからんだ事件・事故が依然として続いた。
2003年（平成15年）12月の公職選挙法改正により、現在の期日前投票制度が設けられた。投票率の上昇を追求する総務省・選挙管理委員会、選挙管理事務の簡素化を求める選挙管理委員会、より利用しやすい投票制度を求める有権者らの要望が一致した結果だといえる。
候補者の一覧を念頭に置いた期日前投票の新設実施について、選挙関係者・識者の間には「将来の電子投票の導入拡大を見据えたもの」とする分析がある。総務省としては制度開始に当たってのチラシにおいて、期日前投票も電子投票で実施できることをうたっている。期日前投票での全国初の電子投票は、2004年（平成16年）1月18日執行の六戸町（青森県）町長選挙において実施された。
第六号については、投票日当日に気象災害が発生する恐れがあって投票所への行き帰りに被災する事態を避けるために加えられたが、早速施行後初めて行われた大型国政選挙である第48回衆議院議員総選挙で効果を発揮した。投票日当日に台風21号の影響を受ける地域が多くなることが予想されたため、各自治体選管がメディアなどを通じ六号事由追加をアピールした効果もあってか、総務省纏めで全国の期日前投票者数が全有権者の2割にあたる21,378,387人と過去最高を記録した。また、COVID-19の流行の中で、投票所での3つの密を避けるために期日前投票を行うことも、この六号に該当すると解されている。

## 統計
制度開始以来、期日前投票の利用は順調に広まった。東京都選挙管理委員会の調べによれば、2007年（平成19年）の参議院議員選挙では、東京都の当日有権者のうち10.81%, 投票者のうち18.68%が期日前投票を利用した。これらの割合は2004年（平成16年）の参議院議員選挙と比較してそれぞれ3.92ポイント、6.39ポイント上昇している。同選挙管理委員会はこの増加について、不在者投票からの制度改正の目的どおり、それまで多忙のため棄権していた有権者を投票に向かわせることができたためだと分析している。

### 国政選挙における期日前投票者数
|                | 期日前投票者数 | 期日前投票率 | 投票者数に占める割合 |
| -------------- | -------------- | ------------ | -------------------- |
| 平成16年参院選 | 7,171,390      | 7.0%         | 12.4%                |
| 平成17年衆院選 | 8,962,911      | 8.7%         | 12.9%                |
| 平成19年参院選 | 10,798,737     | 10.4%        | 17.8%                |
| 平成21年衆院選 | 13,984,085     | 13.5%        | 19.4%                |
| 平成22年参院選 | 12,085,636     | 11.6%        | 20.1%                |
| 平成24年衆院選 | 12,038,237     | 11.6%        | 19.5%                |
| 平成25年参院選 | 12,949,173     | 12.4%        | 23.6%                |
| 平成26年衆院選 | 13,152,985     | 12.7%        | 24.0%                |
| 平成28年参院選 | 15,987,581     | 15.1%        | 27.5%                |
| 平成29年衆院選 | 21,379,982     | 20.2%        | 37.5%                |
| 令和元年参院選 | 17,062,816     | 16.1%        | 33.0%                |
| 令和3年衆院選  | 20,579,825     | 19.5%        | 34.9%                |
| 令和4年参院選  | 19,613,475     | 18.6%        | 35.8%                |
| 令和6年衆院選  | 20,955,450     | 20.1%        | 37.4%                |
| 令和7年参院選  |                | %            | %                    |

- 衆院選は小選挙区、参院選は選挙区の数値

## 問題点
不在者投票と異なり、本制度は投票箱に直接票を投じることで投票行動が完遂する。同時に、平等選挙と秘密選挙であるため、いかなる理由があろうとも有権者が期日前投票後に投票の取り消しや再投票を行うことができない。そのため、以下のような事態が生じる。
- 立候補者が死亡した場合など立候補者が欠けた場合、その立候補者に投じられた票は無効となる[19]。
ただし、不在者投票の場合でも同様に無効となるため、本制度固有の問題というわけではない。
- 選挙管理委員会の明らかなミスにより有効票としての要件が満たされなかった場合[20]も、同様に無効となる。
- 投票した有権者が選挙期日までに選挙権を喪失した場合[21]に、期日前投票ではそのまま有効な投票となって開票される。
不在者投票では開票管理者の受理・不受理決定、更に投票管理者の受理・不受理決定を経て、選挙期日に選挙権を有している者の投票のみを開票する。この取り扱いの違いは不公平だとする問題提起がある[22]。

他の問題点としては、複数の選挙が実施される場合、期日前投票の開始日が選挙によって異なっている点がある。特に毎回この問題が発生したのが衆議院議員総選挙と同日に実施される最高裁判所裁判官国民審査で、期日前投票の開始日は衆院選は公示日の翌日から、国民審査は投票日の7日前からとなっており、先に衆院選のみの投票を済ませていた場合、国民審査の投票は後日改めて行う必要があった。2016年12月に衆院選と国民審査の期日前投票の開始日が統一されるように最高裁判所裁判官国民審査法が改正され、翌年6月より施行されたため、衆院選においては解消された。しかし、同じ市区町村において、国の選挙、都道府県の選挙、市区町村の選挙が同じ投票日で実施される場合には、同じ問題は起こりうるため、改めて未投票分の投票を行う際に投票済みの選挙の投票用紙を再交付して二重投票させてしまうなどのミスも発生している。なお、期日前投票は、投票日当日に投票できない見込みであることを宣誓して投票するものであるが、未投票分を投票日当日に投票することも可能なようである。
期日前投票の要件が緩やかであることは、各陣営の戦術にも影響を及ぼしている。すなわち、組織票をもっている陣営は選挙期間の途中で気が変わらないよう早めに投票を呼び掛けている陣営が多く出ており、情報が不十分の中で安易に投票させたり組織票の囲い込みに利用される危険性があるのではないかという点ではデメリットである（一例として、2009年（平成21年）の兵庫県知事選挙で同県姫路市家島町での期日前投票において地元の漁協が、投票所に来た有権者や清掃奉仕活動に来た有権者に現金2,000円を渡し投票を呼び掛けていたケースがあり、公職選挙法に抵触するおそれがあるとして問題となっている）。
公職選挙法には、投票するに当たって身分証明書の提示を求める規定は設けられていない。期日前投票所の現場では投票所入場券を持参しなかった有権者について、宣誓書の提出と生年月日などの口頭での確認だけで投票できる場合が多く、身分証明書の提示を求められることは少ない。東京都選挙管理委員会の調べによれば、選挙人が入場整理券を持参しなかった際の本人確認の方法に関して、東京都内の地方公共団体のうち17.5%のみが身分証明書を要求するとしている。残りの82.5%のうちの多くは、身分証明書を要求しない理由として、宣誓書の提出で十分だと回答している。第49回衆議院議員総選挙の期日前投票では、北海道函館市で体調不良で投票に来られなかった母親の入場券を持った12歳の息子が投票するミスが発生している。本人確認が徹底されていないことは、選挙違反・不正投票の要因ともなっている。このような状況を改善するため、総務省は通知（平成19年5月23日付総行管157号）を出し、本人確認の的確な実施を各選挙管理委員会に求めた。